# Uhlenbeck (geslacht)
Uhlenbeck is de naam van een Nederlandse, van oorsprong Duitse familie die politici, militairen en wetenschappers voortbracht.

## Geschiedenis
De bewezen stamreeks begint met Johann (Arndtsz.?) in der Udenbeck (Ulenbeck), bezitter van het stamgoed Eulenbeck onder Velbert, geboren in 1567 en overleden in of na 1648. Een nakomeling van hem in de zesde generatie, Johannes Wilhelmus Uhlenbeck (1744-1810), was militair en trouwde met een Nederlandse. Hun zoon, Christianus Cornelius Uhlenbeck (1780-1845) trouwde eveneens met een Nederlandse, werd burgemeester van Voorburg en werd de stamvader van de Nederlandse tak. 
De familie werd in 1912 opgenomen in het Nederland's Patriciaat; heropnames volgden in 1918 en 1945.

## Enkele telgen

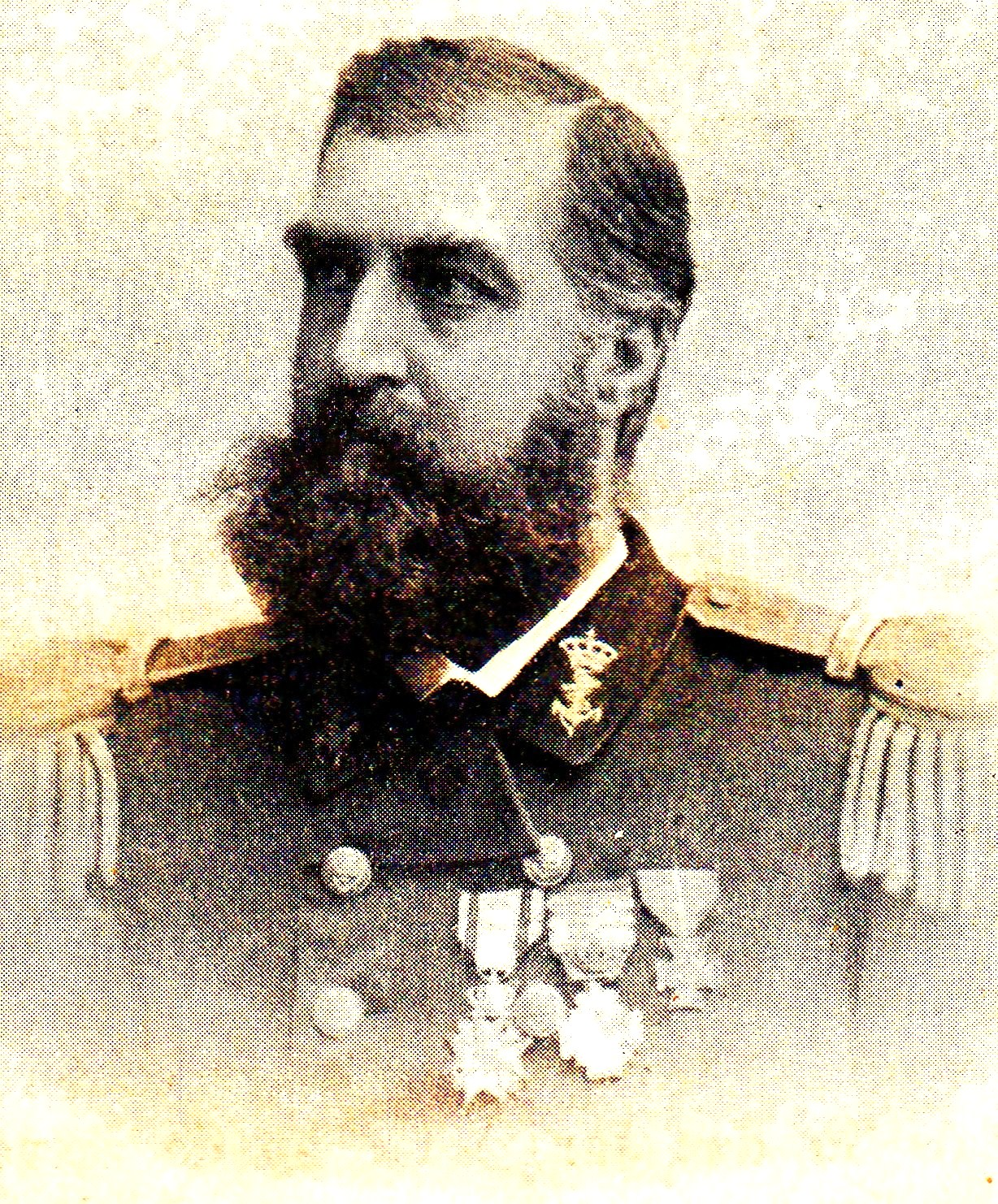
Viceadmiraal C.E. (Christian Elisa) Uhlenbeck (1840-1897)

Christianus Cornelius Uhlenbeck (1780-1845), burgemeester van Voorburg
- Christian Wilhelm Uhlenbeck (1807-1877), officier van administratie le klasse Koninklijke Marine
  - Cornelia Elizabeth Theodore Uhlenbeck (1846-1933); trouwde in 1874 met Karel Ferdinand Caspersz (1835-1914), majoor genie, ridder Militaire Willems-Orde
  - Gerhardina Frederika Wilhelmina Uhlenbeck (1848-1921); trouwde in 1870 met George Samuel Nederveen Pieterse, kapitein artillerie, ridder Militaire Willems-Orde
- Olke Arnoldus Uhlenbeck (1810-1888), viceadmiraal en adjudant van de koning, ridder Militaire Willems-Orde[1]
  - Christian Elisa Uhlenbeck (1840-1897), viceadmiraal
    - Olke Arioldus Uhlenbeck (1872-1929), secretaris van de Raad van Indië
    - Marie Jeanne Arnoldine Antoinette Uhlenbeck (1873-1940); trouwde in 1895 met Jean Jacques Rambonnet (1864-1943), viceadmiraal, minister van Marine, ridder Militaire Willems-Orde

  - Antoinette Uhlenbeck (1842-1923); trouwde in 1871 met Henri Daniel Guyot (1836-1912), schout-bij-nacht titulair, lid van de Tweede Kamer der Staten-Generaal
- Johannes Cornelius Uhlenbeck (1813-1848), 1e luitenant der infanterie
- Gerhard Hendrik Uhlenbeck (1815-1888), luitenant-kolonel genie, minister van Koloniën
- Peter Frederik Uhlenbeck (1816-1882), kapitein-luitenant-ter-zee, ridder Militaire Willems-Orde
  - prof. dr. Christianus Cornelis Uhlenbeck (1866-1951), taalgeleerde
- Carel Samuel Uhlenbeck (1818-1848), 1e luitenant der infanterie
- Dirk Jacob Uhlenbeck (1820-1896), majoor genie, secretaris van Doesburg, ridder Militaire Willems-Orde
  - Eugenius Marius Uhlenbeck (18693-1935), luitenant-kolonel infanterie
    - prof. dr. George Eugène Uhlenbeck (1900-1988), natuurkundige
      - Olke Cornelis Uhlenbeck (1942), natuurkundige; huwde in 1965 de wiskundige Karen Keskulla (1942)

    - prof. dr. Eugenius Marius Uhlenbeck (1913-2003), taalkundige en indoloog
- Pieter Hendrik Uhlenbeck (1822-1859), ridder Militaire Willems-Orde

Geslachten die opgenomen zijn in het sinds 1910 verschijnende genealogische naslagwerk Nederland's Patriciaat. Lijst volgens opgave van het CBG Centrum voor familiegeschiedenis.
A · B · C · D · E · F · G · H · I · J · K · L · M · N · O · P · Q · R · S · T · U · V · W · Y · Z
1. ↑  www.nederlandsekrijgsmacht.nl